# Paspal-Gletscher
Der Paspal-Gletscher (bulgarisch ледник Паспал lednik Paspal) ist ein 14,5 km langer und 6,5 km breiter Gletscher an der Oskar-II.-Küste des Grahamlands auf der Antarktischen Halbinsel. Von den südöstlichen Hängen des Forbidden Plateau fließt er südöstlich des Montgolfier-Gletschers und westlich des Hektoria-Gletschers in südöstlicher Richtung zum Green-Gletscher.
Britische Wissenschaftler kartierten ihn 1978 und 1980. Die bulgarische Kommission für Antarktische Geographische Namen benannte ihn 2012 nach der Ortschaft Paspal im Süden Bulgariens.